# Mandas
Mandas – miejscowość i gmina we Włoszech, w regionie Sardynia, w prowincji Sud Sardynia. Graniczy z Escolca, Gergei, Gesico, Nurri, Serri, Siurgus Donigala i Suelli.
Według danych na rok 2004 gminę zamieszkiwały 2463 osoby, 54,7 os./km².